# Вяжущие вещества
Вяжущие вещества — порошкообразные материалы, при смешивании с водой и наполнителем образующие пластичную массу, которая впоследствии превращается в искусственный камень.

## Применение
Переходя из тестообразного в камневидное состояние, вяжущее вещество скрепляет между собой камни либо зёрна заполнителя. Это свойство вяжущих веществ используется для изготовления строительных растворов — кладочных, штукатурных и специальных, а также бетонов, силикатного кирпича, асбоцементных и других необожжённых искусственных материалов.
Вяжущие вещества по составу делятся на органические и неорганические (минеральные). К органическим относятся битумы, дёгти, животный клей, полимеры. Они переходят в рабочее состояние нагреванием, расплавлением или растворением в органических жидкостях. К неорганическим относятся известь, цемент, строительный гипс, магнезиальный цемент, жидкое стекло и др. Они обычно затворяются водой, реже водными растворами солей. В свою очередь делятся на воздушные, гидравлические, кислостойкие вяжущие вещества и вяжущие автоклавного твердения.

## Виды

### Минеральные вяжущие

#### Цемент
Цемент (лат. caementum — «щебень, битый камень») — искусственное неорганическое гидравлическое вяжущее вещество. Один из основных строительных материалов. При взаимодействии с водой, водными растворами солей и другими жидкостями образует пластичную массу, которая затем затвердевает и превращается в камневидное тело. В основном используется для изготовления бетона и строительных растворов. Цемент является гидравлическим вяжущим и обладает способностью набирать прочность во влажных условиях, чем принципиально отличается от некоторых других минеральных вяжущих — (гипса, воздушной извести), которые твердеют только на воздухе.
Марка цемента — условная величина, которая обозначает, что прочность при сжатии будет не ниже обозначенной марки (200, 300, 400, 500, 600)
Цемент для строительных растворов — малоклинкерный композиционный цемент, предназначенный для кладочных и штукатурных растворов. Изготавливают совместным помолом портландцементного клинкера, активных минеральных добавок и наполнителей.
Виды цемента
По наличию основного минерала цементы подразделяются:
- романцемент — преобладание белита, в настоящее время не производится;
- портландцемент — преобладание алита, наиболее широко распространён в строительстве;
- глинозёмистый цемент — преобладание алюминатной фазы;
- магнезиальный цемент (цемент Сореля) — на основе магнезита, затворяется водным раствором солей;
- кислотоупорный цемент — на основе гидросиликата натрия (Na2O·mSiO2·nH2O), сухая смесь кварцевого песка и кремнефтористого натрия, затворяется водным раствором жидкого стекла.

#### Гипсовые вяжущие вещества
Быстротвердеющий — начало схватывания не ранее 2 мин., конец — не позднее 15 мин.; нормальнотвердеющий — начало схватывания не ранее 6 мин., конец — не позднее 30 мин.; — медленнотвердеющий — начало схватывания не ранее 20 мин., конец — не нормируется.
Виды гипсовых материалов и их классификация
В зависимости от типа тепловой обработки гипсовые материалы делятся на низкообжиговый и высокообжиговый. По тому, как затвердевает гипс, его делят на три группы:
- быстротвердеющий гипс-А
- нормальнотвердеющий гипс -Б
- медленно твердеющий гипс-В

Виды гипса по степени помола :
- I Грубый
- II Средний
- III Тонкий

### Органические вяжущие

#### Битумные вяжущие вещества
1. Битум — смесь углеводородов и их химических производных, содержащих: кислород, серу, азот и некоторые соединения металлов. В основном используется как сырьё для асфальта.

## Классификация

### Минеральные вяжущие
Неорганическими (минеральными) вяжущими веществами называют порошкообразные тонко измельченные вещества, которые при смешивании с водой (иногда с растворами солей) образуют пластическое тесто, которое в дальнейшем затвердевает и соединяет в монолит разрозненные сыпучие материалы.
Все минеральные вяжущие подразделяют на 4 группы:
1. Воздушные вяжущие вещества.
Это вяжущие, которые после смешивания с водой затвердевают и длительно сохраняют свои свойства только на воздухе. Связано это с тем, что образующиеся новые гидратные соединения хорошо растворимы в воде.
Воздушные вяжущие вещества необходимо использовать только в воздушных сухих условиях.
Примеры: гипс, воздушная известь, магнезиальные вяжущие и др.
2. Гидравлические вяжущие вещества.
Это вяжущие вещества, которые твердеют и длительно сохраняют свои свойства в воде. Они могут длительно эксплуатироваться в водной среде, потому что образуют гидратные соединения, которые устойчивы к водной среде.
Примеры: романцемент, портландцемент и др.
3. Кислотостойкие вяжущие вещества.
Это вяжущие вещества, которые могут длительно эксплуатироваться при воздействии кислот.
Пример: кислотоупорные, кремнефтористые, кварцевые цементы и др.
4. Автоклавные вяжущие вещества.
Это вяжущие вещества, которые затвердевают только при обработке в автоклавах, то есть при температуре 170—300 °С и давлении от 8 до 16 атмосфер.
Пример: все вяжущие, полученные на основе извести и любого кремнеземистого или глиноземистого компонента.

### Органические вяжущие
Органические вяжущие вещества — смеси высокомолекулярных углеводородов. Представляют собой вязкий или жидкий материал, который переходит в рабочее состояние при изменении температуры или при контакте с органическими жидкостями (в некоторых случаях используется ультрафиолетовое излучение).
Основными органическими вяжущими веществами являются:
1.Битумы — твёрдые или смолоподобные продукты, представляющие собой смесь углеводородов и их азотистых, кислородистых, сернистых и металлосодержащих производных.
2. Дегти — вязкие жидкости чёрного или бурого цвета, состоящие из углеводородов и их сернистых, азотистых и кислородных производных. Применяются в дорожном строительстве и для производства гидроизоляционных материалов.
3. Органические смолы — синтетические полимерные материалы, применяемые в камнеобрабатывающем производстве, могут быть подразделены на синтетические связывающие вещества и синтетические клеи

## Технология
Все минеральные вяжущие получаются по следующей технологии:
1. Добыча исходного сырья;
2. Подготовка исходных материалов (магнитная сепарация, дробление, промывка);
3. Обжиг сырьевых компонентов, который осуществляется при различных температурах;
4. Помол полученного вяжущего вещества;

### Нормативная Литература
Свод правил
- СНиП 3.03.01-87 // Несущие и ограждающие конструкции. — М., 1988.

ГОСТ
- ГОСТ 4.204-79 // Материалы вяжущие: известь, гипс и вещества вяжущие на их основе. — 01.01.1980.
- ГОСТ 1581-96 // Портландцементы тампонажные. Технические условия.. — 1998.
- ГОСТ 22245-90 // Битумы нефтяные дорожные вязкие. — 1991.

### Техническая литература
- Фуравлев И. П., Лапшин П. А. Каменщик. — 2-е. — Ростов н/Д.: «Феникс», 2003. — 416 с. — (Начальное профессиональное образование). — ISBN 5-222-03437-2.